# Parigi-Roubaix 2015
La Parigi-Roubaix 2015, centotredicesima edizione della corsa, valevole come decima prova dell'UCI World Tour 2014, si è svolta il 12 aprile 2015 lungo un percorso di 253,5 km da Compiègne a Roubaix, comprendente ben 28 tratti di pavé per una distanza totale pari a 51,1 km. È stata vinta dal tedesco John Degenkolb con il tempo di 5h49'51".

## Percorso
Il percorso dell'edizione 2015 si è sviluppato su una lunghezza di 253 km ed è partito da Compiègne con arrivo a Roubaix. Sul percorso, interamente pianeggiante, si sono incontrati 51,1 km di pavé, suddivisi in 28 cosiddetti settori, ciascuno caratterizzato da differente lunghezza e difficoltà (cinque stelle per i tratti più difficoltosi).
Settori in pavé
| Settore Numero | Nome                                      | Chilometro | Lunghezza (m) | Categoria         |
| -------------- | ----------------------------------------- | ---------- | ------------- | ----------------- |
| 28             | Troisvilles > Inchy                       | 97,5       | 2200          | * · * · *         |
| 27             | Viesly > Quiévy                           | 104        | 1800          | * · * · *         |
| 26             | Quiévy > Saint-Python                     | 106,5      | 3700          | * · * · * · *     |
| 25             | Saint-Python                              | 111        | 1500          | * · *             |
| 24             | Solesmes > Haussy                         | 119,5      | 800           | * · *             |
| 23             | Saulzoir > Verchain-Maugré                | 126        | 1200          | * · *             |
| 22             | Verchain-Maugré > Quérénaing              | 130,5      | 1600          | * · * · *         |
| 21             | Quérénaing > Famars                       | 135        | 1200          | * · *             |
| 20             | Maing > Monchaux-sur-Écaillon             | 140,5      | 1600          | * · * · *         |
| 19             | Haveluy > Wallers                         | 153        | 2500          | * · * · * · *     |
| 18             | Foresta di Arenberg                       | 161,5      | 2400          | * · * · * · * · * |
| 17             | Wallers > Hélesmes                        | 167,5      | 1600          | * · * · *         |
| 16             | Hornaing > Wandignies-Hamage              | 174,5      | 3700          | * · * · * · *     |
| 15             | Warlaing > Brillon                        | 182        | 2400          | * · * · *         |
| 14             | Tilloy-lez-Marchiennes > Sars-et-Rosières | 185        | 2400          | * · * · * · *     |
| 13             | Beuvry-la-Forêt > Orchies                 | 191,5      | 1400          | * · * · *         |
| 12             | Orchies                                   | 196,5      | 1700          | * · * · *         |
| 11             | Auchy-lez-Orchies > Bersée                | 202,5      | 2700          | * · * · * · *     |
| 10             | Mons-en-Pévèle                            | 208        | 3000          | * · * · * · * · * |
| 9              | Mérignies > Avelin                        | 214        | 700           | * · *             |
| 8              | Pont-Thibaut > Ennevelin                  | 217,5      | 1400          | * · * · *         |
| 7              | Templeuve Le Moulin de Vertain            | 223,5      | 500           | * · *             |
| 6-1            | Cysoing > Bourghelles                     | 230        | 1300          | * · * · * · *     |
| 6-2            | Bourghelles > Wannehain                   | 232,5      | 1100          | * · * · *         |
| 5              | Camphin-en-Pévèle                         | 237        | 1800          | * · * · * · *     |
| 4              | Carrefour de l'Arbre                      | 240        | 2100          | * · * · * · * · * |
| 3              | Gruson                                    | 242        | 1100          | * · *             |
| 2              | Willems > Hem                             | 249        | 1400          | * · *             |
| 1              | Roubaix                                   | 256        | 300           | *                 |

## Squadre e corridori partecipanti
| N.      | Cod. | Squadra             |
| ------- | ---- | ------------------- |
| 1-8     | EQS  | Etixx-Quick Step    |
| 11-18   | TGA  | Team Giant-Alpecin  |
| 21-28   | KAT  | Team Katusha        |
| 31-38   | TCS  | Tinkoff-Saxo        |
| 41-48   | TLJ  | Team Lotto NL-Jumbo |
| 51-58   | SKY  | Team Sky            |
| 61-68   | BMC  | BMC Racing Team     |
| 71-78   | FDJ  | FDJ.fr              |
| 81-88   | AST  | Astana Pro Team     |
| 91-98   | TFR  | Trek Factory Racing |
| 101-108 | OGE  | Orica-GreenEDGE     |
| 111-118 | ALM  | AG2R La Mondiale    |
| 121-128 | LTS  | Lotto-Soudal        |

| N.      | Cod. | Squadra                      |
| ------- | ---- | ---------------------------- |
| 131-138 | LAM  | Lampre-Merida                |
| 141-148 | IAM  | IAM Cycling                  |
| 151-158 | TCG  | Team Cannondale-Garmin       |
| 161-168 | COF  | Cofidis                      |
| 171-178 | MTN  | MTN-Qhubeka                  |
| 181-188 | BSE  | Bretagne-Séché Environnement |
| 191-198 | TSV  | Topsport Vlaanderen-Baloise  |
| 201-208 | EUC  | Team Europcar                |
| 211-218 | WGG  | Wanty-Groupe Gobert          |
| 221-228 | MOV  | Movistar Team                |
| 231-238 | BOA  | Bora-Argon 18                |
| 241-248 | UHC  | UnitedHealthcare             |

## Ordine d'arrivo (Top 10)
| Pos. | Corridore          | Squadra          | Tempo    |
| ---- | ------------------ | ---------------- | -------- |
| 1    | John Degenkolb     | Giant            | 5h49'51" |
| 2    | Zdeněk Štybar      | Etixx-Quick Step | s.t.     |
| 3    | Greg Van Avermaet  | BMC Racing       | s.t.     |
| 4    | Lars Boom          | Astana           | s.t.     |
| 5    | Martin Elmiger     | IAM Cycling      | s.t.     |
| 6    | Jens Keukeleire    | Orica-GreenE.    | s.t.     |
| 7    | Yves Lampaert      | Etixx-Quick Step | a 7"     |
| 8    | Luke Rowe          | Team Sky         | a 28"    |
| 9    | Jens Debusschere   | Lotto-Soudal     | a 29"    |
| 10   | Alexander Kristoff | Katusha Team     | a 31"    |